# Тимошкино (Весьегонский район)
Тимо́шкино — деревня в Весьегонском муниципальном округе (до 31 мая 2019 года — в Весьегонском районе) Тверской области. Входила в состав Кесемского сельского поселения.

## История
Деревня возрождена в 1630—1650 годы карелами-переселенцами на месте более древнего, но запустевшего в начале XVII века селения.

Включена в состав вновь созданной дворцовой карельской Пятницкой волости Бежецкого уезда. Позднее жители — помещичьи крестьяне Чертковых, фон дер Нонне. 
Религия
До 1918 года жители деревни были прихожанами Воскресенской церкви села Пятницкое третьего округа Весьегонского уезда Тверской епархии.

## Название
Название — от мужского личного крестильного имени Тимофей (уменьшительное — Тимошка).

## Население
| 2010 |
| ---- |
| 106  |

По данным Всероссийской переписи населения 2002 года в деревне Тимошкино  Тимошкинского сельского округа Весьегонского района проживали 156 человек, преобладающие национальности — русские (87 %), карелы (10 %).